# Championnats du monde de course en ligne de canoë-kayak de 2023
Navigation
Édition précédente Édition suivante
Les Championnats du monde de course en ligne de canoë-kayak de 2023, quarante-huitième édition des championnats du monde de course en ligne, ont lieu du 22 au 27 août 2023 à Duisbourg, en Allemagne. Après 1979, 1987, 1995, 2007 et 2013, ce sera la sixième fois que des championnats du monde de courses de canoë auront lieu ici.
Les athlètes ont la possibilité de décrocher quotas pour leur nation en vue des Jeux Olympiques de Paris 2024.

## Médaillés
Épreuves non-olympiques

### Hommes
| Épreuve     | Or                                                                         | Or        | Argent                                                                           | Argent    | Bronze                                                                         | Bronze    |
| Canoë       | Canoë                                                                      | Canoë     | Canoë                                                                            | Canoë     | Canoë                                                                          | Canoë     |
| ----------- | -------------------------------------------------------------------------- | --------- | -------------------------------------------------------------------------------- | --------- | ------------------------------------------------------------------------------ | --------- |
| C–1 200 m   | Artur Guliev                                                               | 38.729    | Joan Antoni Moreno                                                               | 38.769    | Oleksii Koliadych                                                              | 39.046    |
| C–1 500 m   | Cătălin Chirilă                                                            | 1:45.373  | Conrad-Robin Scheibner                                                           | 1:45.723  | Serghei Tarnovschi                                                             | 1:46.746  |
| C–1 1 000 m | Martin Fuksa                                                               | 3:45.124  | Cătălin Chirilă                                                                  | 3:45.958  | Sebastian Brendel                                                              | 3:46.581  |
| C–1 5 000 m | Balázs Adolf                                                               | 22:12.975 | Sebastian Brendel                                                                | 22:18.883 | Wiktor Głazunow                                                                | 22:35.386 |
| C–2 500 m   | Allemagne - Peter Kretschmer - Tim Hecker                                  | 1:36.972  | Chine - Liu Hao - Ji Bowen                                                       | 1:38.126  | Espagne - Cayetano García - Pablo Martínez                                     | 1:38.571  |
| C–2 1 000 m | Italie - Nicolae Craciun - Daniele Santini                                 | 3:34.565  | Allemagne - Moritz Adam - Nico Pickert                                           | 3:35.296  | Roumanie - Ilie Sprîncean - Oleg Nuţă                                          | 3:36.490  |
| C–4 500 m   | Espagne - Joan Antoni Moreno - Pablo Graña - Manuel Fontán - Adrián Sieiro | 1:30.808  | Pologne - Aleksander Kitewski - Tomasz Barniak - Wiktor Głazunow - Norman Zezula | 1:32.373  | Ukraine - Vitaliy Vergeles - Andrii Rybachok - Dmytro Ianchuk - Taras Mishchuk | 1:32.725  |
| Kayak       |                                                                            |           |                                                                                  |           |                                                                                |           |
| K–1 200 m   | Artūras Seja                                                               | 35.243    | Badri Kavelashvili                                                               | 35.364    | Carlos Garrote                                                                 | 35.380    |
| K–1 500 m   | Bálint Kopasz                                                              | 1:36.262  | Jean van der Westhuyzen                                                          | 1:36.632  | Fernando Pimenta                                                               | 1:36.908  |
| K–1 1 000 m | Fernando Pimenta                                                           | 3:27.712  | Ádám Varga                                                                       | 3:28.141  | Jakob Thordsen                                                                 | 3:28.303  |
| K–1 5 000 m | Mads Pedersen                                                              | 19:55.467 | Fernando Pimenta                                                                 | 20:09.974 | Nico Paufler                                                                   | 20:36.042 |
| K–2 500 m   | Portugal - João Ribeiro - Messias Baptista                                 | 1:29.037  | Hongrie - Bence Nádas - Bálint Kopasz                                            | 1:29.184  | Espagne - Adrián del Río - Rodrigo Germade                                     | 1:29.389  |
| K–2 1000 m  | Espagne - Pedro Vázquez - Íñigo Peña                                       | 3:11.512  | Hongrie - Bence Vajda - Tamás Szántói-Szabó                                      | 3:12.366  | Allemagne - Anton Winkelmann - Leonard Busch                                   | 3:13.550  |
| K–4 500 m   | Allemagne - Max Rendschmidt - Max Lemke - Jacob Schopf - Tom Liebscher     | 1:19.183  | Hongrie - Bence Nádas - Kolos Csizmadia - István Kuli - Sándor Tótka             | 1:19.570  | Ukraine - Oleh Kukharyk - Dmytro Danylenko - Ihor Trunov - Ivan Semykin        | 1:19.631  |

### Femmes
| Épreuve    | Or                                                                               | Or        | Argent                                                                    | Argent    | Bronze                                                                                | Bronze    |
| Canoë      | Canoë                                                                            | Canoë     | Canoë                                                                     | Canoë     | Canoë                                                                                 | Canoë     |
| ---------- | -------------------------------------------------------------------------------- | --------- | ------------------------------------------------------------------------- | --------- | ------------------------------------------------------------------------------------- | --------- |
| C–1 200 m  | Yarisleidis Cirilo                                                               | 44.799    | Antía Jácome                                                              | 45.418    | Lin Wenjun                                                                            | 45.623    |
| C–1 500 m  | Katie Vincent                                                                    | 2:01.545  | María Corbera                                                             | 2:02.860  | María Mailliard                                                                       | 2:03.218  |
| C–1 1000 m | María Mailliard                                                                  | 4:24.958  | Jacy Grant                                                                | 4:26.955  | Li Li                                                                                 | 4:27.113  |
| C–1 5000 m | Katie Vincent                                                                    | 25:57.255 | Zsófia Kisbán                                                             | 26:04.048 | Li Li                                                                                 | 26:51.612 |
| C–2 200 m  | Chine - Shuai Changwen - Lin Wenjun                                              | 42.516    | Espagne - Antía Jácome - María Corbera                                    | 42.760    | Allemagne - Lisa Jahn - Hedi Kliemke                                                  | 43.623    |
| C–2 500 m  | Chine - Xu Shixiao - Sun Mengya                                                  | 1:52.775  | Espagne - Antía Jácome - María Corbera                                    | 1:52.916  | Canada - Sloan MacKenzie - Katie Vincent                                              | 1:52.956  |
| C–4 500 m  | Chine - Shuai Changwen - Lin Wenjun - Li Li - Wan Yin                            | 1:47.186  | Allemagne - Lisa Jahn - Hedi Kliemke - Annika Loske - Ophelia Preller     | 1:47.780  | Canada - Sophia Jensen - Sloan MacKenzie - Jacy Grant - Julia Lilley                  | 1:48.143  |
| Kayak      |                                                                                  |           |                                                                           |           |                                                                                       |           |
| K–1 200 m  | Lisa Carrington                                                                  | 38.932    | Yale Steinepreis                                                          | 40.010    | Dominika Putto                                                                        | 40.367    |
| K–1 500 m  | Lisa Carrington                                                                  | 1:47.769  | Emma Jørgensen                                                            | 1:49.102  | Tamara Csipes                                                                         | 1:50.699  |
| K–1 1000 m | Alyssa Bull                                                                      | 3:54.864  | Justyna Iskrzycka                                                         | 3:56.663  | Eszter Rendessy                                                                       | 3:57.556  |
| K–1 5000 m | Estefanía Fernández                                                              | 22:45.357 | Madeline Schmidt                                                          | 22:46.612 | Melina Andersson                                                                      | 22:56.996 |
| K–2 200 m  | Pologne - Martyna Klatt - Helena Wiśniewska                                      | 36.681    | Allemagne - Paulina Paszek - Jule Hake                                    | 36.877    | Hongrie - Blanka Kiss - Anna Lucz                                                     | 37.302    |
| K–2 500 m  | Danemark - Emma Jørgensen - Frederikke Matthiesen                                | 1:39.856  | Pologne - Martyna Klatt - Helena Wiśniewska                               | 1:40.824  | Allemagne - Paulina Paszek - Jule Hake                                                | 1:41.597  |
| K–4 500 m  | Nouvelle-Zélande - Lisa Carrington - Alicia Hoskin - Olivia Brett - Tara Vaughan | 1:30.606  | Pologne - Karolina Naja - Anna Puławska - Adrianna Kąkol - Dominika Putto | 1:31.320  | Espagne - Sara Ouzande - Estefania Fernández - Carolina García Otero - Teresa Portela | 1:31.955  |

### Mixte
| Épreuve    | Or                                          | Or       | Argent                                          | Argent   | Bronze                                            | Bronze   |
| Canoë      | Canoë                                       | Canoë    | Canoë                                           | Canoë    | Canoë                                             | Canoë    |
| ---------- | ------------------------------------------- | -------- | ----------------------------------------------- | -------- | ------------------------------------------------- | -------- |
| XC–2 500 m | Canada - Connor Fitzpatrick - Katie Vincent | 1:45.771 | Pologne - Wiktor Głazunow - Sylwia Szczerbińska | 1:46.219 | Italie - Olympia Della Giustina - Daniele Santini | 1:47.663 |
| Kayak      |                                             |          |                                                 |          |                                                   |          |
| XK–2 500 m | Allemagne - Lena Röhlings - Jacob Schopf    | 1:33.033 | Australie - Alyssa Bull - Jackson Collins       | 1:33.179 | Espagne - Bárbara Pardo - Íñigo Peña              | 1:33.912 |

### Canoë-kayak handisport
Les athlètes ont la possibilité de décrocher quotas pour leur nation en vue des Jeux paralympiques de Paris 2024, 6 par épreuves.
| Épreuve    | Or                        | Or       | Argent                | Argent   | Bronze                  | Bronze   |
| ---------- | ------------------------- | -------- | --------------------- | -------- | ----------------------- | -------- |
| Hommes KL1 | Péter Pál Kiss            | 45.193   | Rémy Boullé           | 46.036   | Luis Cardoso da Silva   | 46.542   |
| Hommes KL2 | Curtis McGrath            | 40.200   | Mykola Syniuk         | 41.614   | Federico Mancarella     | 41.658   |
| Hommes KL3 | Dylan Littlehales         | 40.050   | Jonathan Young        | 40.200   | Brahim Guendouz         | 40.492   |
| Hommes VL1 | Benjamin Sainsbury        | 1:02.735 | David González        | 1:05.932 | Carlos Glenndel Moreira | 1:06.086 |
| Hommes VL2 | Fernando Rufino de Paulo  | 50.344   | Igor Tofalini         | 51.299   | Steven Haxton           | 52.089   |
| Hommes VL3 | Vladyslav Yepifanov       |          | Jack Eyers            |          | Curtis McGrath          |          |
| Femmes KL1 | Maryna Mazhula            | 51.824   | Katherinne Wollermann | 53.571   | Brianna Hennessy        | 53.800   |
| Femmes KL2 | Charlotte Henshaw         | 48.706   | Emma Wiggs            | 49.690   | Katalin Varga           | 50.808   |
| Femmes KL3 | Laura Sugar               | 45.418   | Nélia Barbosa         | 47.028   | Felicia Laberer         | 47.190   |
| Femmes VL1 | Viktoryia Pistis Shablova | 1:10.952 | Pooja Ojha            | 1:18.736 | Jocelyn Muñoz           | 1:19.618 |
| Femmes VL2 | Emma Wiggs                | 57.100   | Brianna Hennessy      | 58.766   | Susan Seipel            | 59.232   |
| Femmes VL3 | Hope Gordon               | 56.199   | Erica Scarf           | 57.582   | Mari Christina Santilli | 59.232   |

Des épreuves à destination des sportifs atteints d'un handicap mental sont également programmés (seulement en démonstration pour II K1)
| Épreuve               | Or                                       | Or        | Argent                                         | Argent    | Bronze                                      | Bronze    |
| --------------------- | ---------------------------------------- | --------- | ---------------------------------------------- | --------- | ------------------------------------------- | --------- |
| Hommes II K1 200m     | Sebastian Girke                          | 43.247    | Rafael Miranda Pereira                         | 52.920    | Pieter Van Baelen                           | 56.312    |
| Hommes K2 Unifié 200m | Canada - Matthew Casey - Laurent Lavigne | 01:00.296 | Allemagne - Sebastian Girke - Thomas Brockmann | 01:02.784 | Belgique - Pieter Van Baelen - Robbe Heylen | 01:03.721 |
| Femmes II K1 200m     | Joice Kreft                              | 56.755    | Leona Johs                                     | 01:06.070 | Nona Gielis                                 | 01:07.336 |
| Femmes K2 Unifié 200m | Canada- Rachel Cohen - Madeline Schmidt  | 01:09.377 | Allemagne- Nina Voll - Isabel Schank           | 01:11.455 | Allemagne- Leona Johs - Sandra Leyba        | 01:12.981 |